# Kraftwerk Meppen-Hüntel
Das Kraftwerk Meppen-Hüntel ist ein ehemaliges erdgasgefeuertes Spitzenlast-Dampfkraftwerk in Hüntel, einem Stadtteil von Meppen im Landkreis Emsland in Niedersachsen.

## Geschichte
Das 1974 von RWE erbaute Kraftwerk wurde im Jahr 2000 stillgelegt. 
Die Stilllegung wurde am 10. Oktober 2000 auf einer Pressekonferenz vom Vorstandsvorsitzenden der RWE, Dietmar Kuhnt, verkündet. Die Stilllegung war Teil eines Maßnahmenpaktes um die deutsche Kraftwerksleistung zu kürzen. Neben dem Kraftwerk in Meppen wurde auch die Stilllegung von Kraftwerk Dettingen, sowie Teilstilllegungen im Gersteinwerk und Kraftwerk Westfalen. Zusätzlich wurden Stromlieferverträgen mit dem Steag-Betrieben Kraftwerk Herne und Kraftwerk Scholven gekündigt. Später wurde das Gelände zu einem Freizeitpark, dem Funpark Meppen, umgestaltet.
Auf dem 131 Meter hohen Kühlturm des Kraftwerkes wurde vom Schweizer Künstler Christoph Rihs 1994 eine Weltkarte gemalt. Diese ist gemäß Guinness-Buch der Rekorde die größte der Welt.

## Aufbau und technische Daten
Feuerung:
- Brennstoff: niederländisches Erdgas (Heizwert Hu: 32,2 MJ/m³), Volllastverbrauch: 180000 m³/h
- Turmkessel mit 4×7-Eckenbrennern (Tangentialfeuerung)
- keine Rauchgasreinigung zur Erfüllung der gesetzlichen Grenzwerte erforderlich

Dampfdaten:
- Frischdampf 1775 t/h bei 530 °C und 172 bar
- Heiße Zwischenüberhitzung: 1624 t/h bei 530 °C und 29 bar
- Kondensatordruck: 70 mbar

Elektrische Leistung:
- 627 MWel brutto
- 610 MWel netto

## Nachfolgenutzung
Nach der Stilllegung des Kraftwerkes im Jahr 2000 prüfte RWE zunächst den Bau eines Biomassekraftwerkes am Standort, welches insbesondere Hühnermist aus umliegenden Geflügelbetrieben verwerten sollte. Diese Pläne wurden aber verworfen. Der Generator des Kraftwerks wurde 2001 als Ersatz für einen baugleichen im Kraftwerk Ibbenbüren verwendet.
Im Jahr 2004 wurde das Gelände dann vom niederländischen Investor Hendrikus van der Most gekauft, um es in den Freizeitpark Funpark Meppen umzugestalten. Der Park wurde im Frühjahr 2013 eröffnet, nachdem der Eröffnungstermin bereits mehrfach verschoben wurde. Van der Most hatte zuvor bereits das Wunderland Kalkar auf dem Gelände des ehemaligen Kernkraftwerkes Kalkar errichtet.
Im Jahr 2017 fand die Kultur- und Musikveranstaltung „Synaptic Eclipse“ in einem Teilbereich des Geländes statt, der musikalische Fokus lag auf dem Psytrance.
Ein vom niederländischen Stromversorger Nuon in der Nähe geplantes neues GuD-Kraftwerk steht nicht direkt mit dem ehemaligen Kraftwerk in Zusammenhang.